# Andisze
Andisze (perski: انديشه) – miasto w Iranie, w ostanie Teheran. W 2006 roku miasto liczyło 75 596 mieszkańców w 19 945 rodzinach.